# Wacholderbusch (Naturschutzgebiet)
Der Wacholderbusch ist ein vom Regierungspräsidium Tübingen am 20. Juli 1994 durch Verordnung ausgewiesenes Naturschutzgebiet auf dem Gebiet der Stadt Burladingen im Zollernalbkreis.

## Lage
Das ca. 33 ha große Gebiet liegt südlich des Burladinger Stadtteils Hausen im Killertal oberhalb der Landesstraße 442 am rechten Talhang der Starzel. Es handelt sich um einen südost-exponierten Hang am Heirich (915,7 m ü. NHN). Es umfasst neben dem namensgebenden Gewann Wacholderbusch auch das Gewann Kreuzerhalde und Teile der Wolfsgrube, alle auf der Gemarkung Hausen.
Das Gebiet liegt an der Grenze der geologischen Einheiten Mittlerer Oberjura und den Oxford-Schichten im Naturraum Hohe Schwabenalb.

## Landschaftscharakter
Es handelt sich um einen Berghang mit Wacholderheiden verschiedener Ausprägungen. Aufgrund der außergewöhnlich großen Vielfalt an Biotopstrukturen wie Kalkmagerwiesen, Magerrasenflächen, Halbtrockenrasen, magerem Grünland und Hecken ist das Gebiet ein bedeutender Lebensraum für Tag-, Nachtfalter, Heuschrecken sowie Nahrungs- und Brutbiotop für viele Vogelarten.

## Schutzzweck
Wesentlicher Schutzzweck ist lauf Schutzgebietsverordnung die Erhaltung, Pflege, Verbesserung und Weiterentwicklung eines für die Landschaft der Schwäbischen Alb typischen Berghanges, insbesondere:
- die Erhaltung der Wiesenflächen, die sich zusammensetzen aus nährstoffarmen und trockenen Salbei-Glatthaferwiesen, Glatthaferwiesen und Kalkmagerwiesen, mit ihrem Reichtum an besonders geschützten Pflanzenarten, z. B. kleine Traubenhyazinthe und Silberdistel;
- die Erhaltung und Pflege der Magerrasenflächen mit ihrem Mosaik aus verschiedenen Pflanzengesellschaften der Halbtrockenrasen, des mageren Grünlandes, der Saum‑ und Heckengesellschaften;
- die Erhaltung und Pflege der Wacholderheide in den Ausprägungen der »Reinen Wacholderheide«, der »Wacholder‑Buchenheide« und der »Wacholder-Fichten-Forchenheide«. Die wechselnden Boden- und Vegetationsverhältnisse im Bereich der Wacholderheiden bedingen eine große Vielfalt an Orchideenarten. Die Verzahnung unterschiedlich stark verbuschter Heidebereiche und gehölzfreier, flachgründiger, kurzrasiger Bereiche bieten insbesondere für Heuschrecken, Schmetterlinge, Zweiflügler und Vögel ideale Lebensgrundlagen;
- die Erhaltung des naturnahen Buchenwaldes mit seinem durch den boden‑ und expositionsbedingten lückigen Wuchs und der daraus resultierenden reichhaltigen Krautschicht.

Auf Grund der außergewöhnlich großen Vielfalt an verzahnten und miteinander vernetzten Biotopstrukturen stellt das Gebiet in seiner Gesamtheit einen bedeutenden Lebensraum für Insekten dar. Es weist insbesondere eine hohe Artenzahl an Tag‑ und Nachtfaltern sowie Heuschrecken auf. Für viele gefährdete Vogelarten, darunter der Neuntöter, bietet das Gebiet Nahrungs‑ und Bruthabitat.

## Zusammenhängende Schutzgebiete
Der Wacholderbusch liegt im FFH-Gebiet Reichenbach und Killertal zwischen Hechingen und Burladingen und wird nahezu vollständig vom Landschaftsschutzgebiet Oberes Starzeltal und Zollerberg umgeben.